# 潘查亞特 (尼泊爾)
潘查亞特，又译无党派评议会制，是尼泊爾的一種本土政治制度，實施於1961年至1990年間。该制度將所有政府權力置於國王的唯一權力之下，包括內閣和議會的權力亦是如此，有效使尼泊爾成為一個絕對的君主制國家。此外，政黨也被宣佈為非法。
1960年尼泊爾政變後，尼泊爾大會黨出身的首相柯拉臘在1960年12月15日被解職，馬亨德拉國王於1961年1月5日引入了潘查亞特系統。在他的直接統治下，馬亨德拉國王引入了一個四級結構 - 村莊，城鎮，地區和國家潘查雅特 - 基於有限的選舉執行委員會。馬亨德拉通過將民族認同的三大支柱——印度教、尼泊爾語和君主制——制度化和援引作為日常社會和宗教生活的基礎，進一步鞏固了權力。這被Ek Raja，Ek Bhesh，Ek Bhasa和Ek Desh（一個國王，一件衣服，一種語言，一個國家）的口號所概括。
然而，民眾對潘查亞特制度的不滿與日俱增。1990年，非法的尼泊爾大會黨和尼泊爾左翼政黨聯盟聯合起來，發起了一場恢復多黨民主的運動。這導致了尼泊爾革命，該革命於1990年2月18日開始，以結束潘查雅特制度。比蘭德拉國王最終宣佈他將恢復多黨民主，1990年4月8日取消了黨禁，結束了統治尼泊爾近30年的潘查雅特制度。

## 词源
“潘查亚特”意为“五人评议会，五老会”，来自梵语（pañca，“五”）加上（āyatana，“入、处、座”），原本是南亚古代的乡村自治制度。后在莫卧儿时期和英国人入侵后瓦解。20世纪初，英属印度政府开始重新建立名为“潘查亚特”的村自治机构。如今仍然是印度、巴基斯坦等国的乡村政治制度。

## 背景
1960年，馬亨德拉國王援引他的緊急權力解散政府，聲稱尼泊爾大會黨政府助長了腐敗，將政黨提升到國家利益之上，未能維持法律和秩序，並“鼓勵反民族分子”。政黨被取締，包括總理在內的所有著名政治人物都被關進監獄。公民自由受到限制，新聞自由被取締。然後，通過“行使我們固有的主權權力和特權”，馬亨德拉國王於1959年12月頒布了一部新憲法，引入了無黨派的潘查雅特制度。這種制度是一種“引導民主”，人民可以選舉他們的代表，而實權仍然掌握在君主手中。持不同政見者被貼上反民族分子的標籤。
馬亨德拉國王在1960年推翻第一個民選政府並解散議會后制定了潘查雅特制度。1961年12月26日，馬亨德拉國王任命了一個由五名部長組成的委員會來説明管理政府。幾個星期後，政黨被宣佈為非法。起初，尼泊爾國大黨領導人提出了反對新秩序的非暴力鬥爭。它與幾個政黨結成聯盟，包括廓爾喀人民黨和聯合民主黨。然而，在1961年初，國王成立了一個由中央秘書處的四名官員組成的委員會，建議修改憲法，廢除政黨，取而代之的基於國王直接領導的地方潘查雅特的“國家指導”制度。
1962年12月16日的新憲法在政府解散兩周年之際通過，建立了四級潘查雅特制度。在地方一級，有4 000個村議會選舉九名鄉村鄉村評議會成員，選出一名市長。每個村莊的鄉村行政委員會派出一名成員參加75個區潘查雅特之一，代表40至70個村莊;鎮潘查雅特選出了這些議會的三分之一成員。地區潘查雅特成員選出了十四個地區議會（anchal sabha）的代表，作為加德滿都國家鄉村行政委員會或Rashtriya Panchayat的選舉團。此外，在村、區和地區一級還有農民、青年、婦女、老人、勞工和退役士兵的階級組織，他們選舉他們的代表參加議會。但由大約90名成員組成的國家潘查雅特不能批評皇家政府，辯論無黨派民主的原則，未經王室批准提出預演算法案，或未經國王許可制定法案。馬亨德拉是武裝部隊的最高指揮官，任命（並有權罷免）最高法院成員，任命公共服務委員會監督公務員制度，並可以隨時改變任何司法決定或修改憲法。在十年內，國王實際上收回了普里特維·納拉揚·沙阿在十八世紀行使的絕對權力。
第一次全國鄉村行政委員會選舉於1963年3月至4月舉行。雖然政黨被正式取締，主要反對黨公拒絕參加，但大約三分之一的立法機構成員與尼泊爾大會黨有聯繫。軍隊和政府官僚機構對國王的支援阻止了潘查雅特系統內對國王統治的反對。真正的權力來自國王的秘書處。在農村，影響在於地區專員辦公室及其辦公室工作人員或平行的發展官員系統。

## 潘查雅特政權時期的改革
在馬亨德拉國王的直接領導下，政府實施了前政權下啟動的一些重大專案，並監督了國家發展的進一步步驟。土地改革導致沒收了拉納家族的大莊園。拉賈改革廢除了尼泊爾西部一些貴族精英的特權。1963年頒布的新法典取代了1854年的Muluki Ain(民法)。但1964年啟動的一項重大土地改革計劃基本上是失敗的。新的潘查雅特制度設法將50,000至60,000人帶入一個單一的代議制政府體系，而這種方式對於以精英為基礎的政黨來說是不可能做到的。尼泊爾得以實施其第二個計劃（1962-65）和第三個五年計劃（1965-70），並開始了第四個五年計劃（1970-75）。根除特萊地區的瘧疾，沿著山南麓建造馬亨德拉公路或東西高速公路，以及土地定居計劃，促成了從山區到特萊的大規模人口遷移，導致農業面積顯著增加。
由於這些經濟改革，到1986年，全國有2,054個工業企業雇用了約125,000名工人。

## 潘查雅特政權的終結
1990年尼泊尔人民运动迫使国王比兰德拉于当年4月8日解除了政党禁令，结束了近30年的潘查亚特制度。